# Datenhehlerei
Datenhehlerei ist gemäß § 202d des deutschen Strafgesetzbuches (StGB) ein Vergehen, welches mit Freiheitsstrafe bis zu drei Jahren oder Geldstrafe bestraft wird. Die Vorschrift ist im 15. Abschnitt, Verletzung des persönlichen Lebens- und Geheimbereichs angesiedelt. Mit dieser Vorschrift will der Gesetzgeber das Strafgesetzbuch an das digitale Zeitalter anpassen. Sie ist vom Sinn und Zweck an die normalen Hehlerei, § 259 StGB angelehnt.

## Wortlaut
Der Wortlaut des § 202d StGB ist:
(2) Die Strafe darf nicht schwerer sein als die für die Vortat angedrohte Strafe.
(3) Absatz 1 gilt nicht für Handlungen, die ausschließlich der Erfüllung rechtmäßiger dienstlicher oder beruflicher Pflichten dienen. Dazu gehören insbesondere
1. solche Handlungen von Amtsträgern oder deren Beauftragten, mit denen Daten ausschließlich der Verwertung in einem Besteuerungsverfahren, einem Strafverfahren oder einem Ordnungswidrigkeitenverfahren zugeführt werden sollen, sowie
2. solche beruflichen Handlungen der in § 53 Absatz 1 Satz 1 Nummer 5 der Strafprozessordnung genannten Personen, mit denen Daten entgegengenommen, ausgewertet oder veröffentlicht werden.

## Tatbestand
Tatgegenstand sind nicht öffentlich zugängliche Daten. Diese Norm bezweckt den Schutz der Vertraulichkeit von Daten. Bestraft werden Handlungen, die eine rechtswidrige Datenspeicherung fortsetzen und begriffliche Parallelen zur Hehlerei aufweisen. Teils wird die Auffassung vertreten, diese Daten müssten aus einer rechtswidrigen Vortat stammen, die sich gegen die Verfügungsbefugnis über Daten richtet, beispielsweise das Ausspähen von Daten (§ 202a StGB).
Am 16. Oktober 2015 hat der Bundestag das „Gesetz zu Vorratsdatenspeicherung und Datenhehlerei“ beschlossen. Die Verkündung im Bundesgesetzblatt erfolgte am 17. Dezember 2015. Der Tatbestand der Datenhehlerei trat einen Tag später am 18. Dezember 2015 in Kraft.

## Kritik
Bereits im Gesetzgebungsverfahren wurde der Tatbestand kritisiert, da in ihm unter anderem eine Gefahr für den Journalismus im Zusammenhang mit Daten von Whistleblowern gesehen wurde. Durch die Regelung würden Blogger, Whistleblower und Journalisten kriminalisiert und abschreckt. Die Gesellschaft für Freiheitsrechte (GFF), ein Bündnis von Journalisten und Bürgerrechtsorganisationen, hatte deshalb Verfassungsbeschwerde gegen den § 202d StGB eingelegt. 2022 hat das Bundesverfassungsgericht klargestellt, dass sich Journalisten nicht strafbar machen, wenn sie „geleakte“ Daten entgegennehmen.
In ihre Verfassungsbeschwerde rügen sie hauptsächlich die Verletzung der Pressefreiheit. Beim Umgang mit Informanten (Whistleblowern) und „gestohlenen“ Daten zwecks investigativen Journalismus besteht die Gefahr der Strafbarkeit für den Journalist selbst. Eine noch größere Gefahr bestehe für andere Berufsgruppen die mit Journalisten dabei zusammenarbeiten, zuallererst den Whistleblower selbst, da hier überhaupt keine strafausschließende Tatbestände im § 202d StGB greifen würden. Des Weiteren rügen die Beschwerdeführer die Unbestimmtheit der Strafvorschrift. Neben den Kernbereich strafbarer Handlungen ergebe sich eine weite Aura der möglichen Strafbarkeit.
Diese Bedenken lassen sich auch am Wortlaut des Gesetzes nachvollziehen. Denn nach dem Wortlaut ist eine Absicht, einen anderen zu schädigen grundsätzlich strafbar, was ein Whistleblower ohne Einwilligung grundsätzlich will und auch meist gerechtfertigt muss. Er macht sich durch seine Handlung grundsätzlich strafbar und muss sich auf sein Risiko selbst entlasten, welche aber nicht im § 202d, sondern im § 34 StGB nur allgemein geregelt ist. Im § 34 StGB, rechtfertigender Notstand, werden aber sehr hohe Hürden verlangt, eine gegenwärtige Gefahr, welche nur durch die Datenweitergabe an den Journalisten abwendbar gewesen sein darf. Sprich behauptet das „geschädigte“ Unternehmen, dass es eine interne effektive Überwachung gibt, welche internen Fehlverhalten effektiv nachgeht, würde ein Strafausschluss für den Whistleblower ausscheiden. Außerdem trägt er die Prognosegefahr, ob eine Gefahr für die Verletzung eines Rechtsguts vorlag. Beispielsweise verletzt Facebook das informationelle Selbstbestimmungsrecht seiner Nutzer, wenn es Daten an Dritte weitergibt, obwohl diese in eine solche (ohne Kenntnis, noch Verständnis) eingewilligt haben.
In personeller Hinsicht bezieht sich der Strafausschluss lediglich auf Personen, die bei der Herstellung und Verbreitung von Druckwerken oder Rundfunksendungen mitgewirkt haben. Nicht erfasst sind solche Personen, welche die Daten den Journalisten verschafft haben, weiter aufbereiten oder erklären.
In sachlicher Hinsicht werden nach Absicht des Gesetzgebers nur passive Handlungen der Journalisten, wie Entgegennahme der Daten von der Strafbarkeit ausgenommen. D.h. jede Zusammenarbeit, Nachfrage oder sonstiges notwendiges Zusammenwirken zwischen Informant (Whistleblower) und Journalist und zwischen verschiedenen Zeitungen sind von der Strafbarkeit nicht ausgeschlossen. Solche Handlungen können nur ersatzweise auf sehr geringem Schutzniveau nach § 34 StGB straffrei sein.
Ein Rechtsanwalt aus Bayern hat in seiner unionsrechtlichen Staatshaftungsklage beim LG Karlsruhe, jetzt noch nicht rechtskräftiges Urteil (LG-Karlsruhe Az.: 10 O 39/18, vorher LG-Berlin Az.:28 O 452/17) gegen die VDS zugleich diese Vorschrift bezüglich des Ausschlusses der Strafbarkeit für Handlungen von Sicherheitsbehörden, § 202d III Nr. 2 StGB zum Gegenstand gemacht. Er beantragt in seiner Klage den EuGH die Frage vorzulegen, ob dieser Ausschluss der Strafbarkeit für Handlungen von Behörden zwecks Strafverfolgung mit Unionsrecht vereinbar sind. Er stützt seine Argumentation darauf, dass damit Datenschutz allgemein und speziell auf die VDS in § 113 ff. TKG stark abgeschwächt werde. Ein Polizeibeamte könnte in Darknet einen Shop aufmachen, um Geld für illegale Daten anzubieten, entgegenzunehmen um sie dann in Strafverfahren anzuwenden. Er verweist auf den Kauf der Panama Papers durch das BKA für 5 Mio. Euro im Jahr 2017. Er meint, dass was man an Datenschutz mit der Neufassung der VDS-Gesetze verstärkte, weil vom BVerfG in seiner Entscheidung zur VDS in 2010 verlangt, hat man mit § 202d III-2 StGB wesentlich mehr abgeschwächt. Die so erlangten Daten unterliegen keinen Beschränkung der Verwendung in Strafprozessen.
Diese Argumentation wird auch durch den Wortlaut des Gesetzes gestützt, da hier allgemein ohne Ausschluss von Handlungen von Amtsträgern gesprochen wird, welche den Zweck haben, die erlangten Daten ausschließlich Strafprozessen zuzuführen. In dieser Vorschrift werden außerdem nicht nur der Amtsträger selbst, sondern auch Personen die dieser beauftragt oder mit ihm zusammenarbeiten von der Strafbarkeit ausgeschlossen. Insgesamt ergibt sich bezüglich des Ausschusses der Strafbarkeit nach § 202d StGB ein erhebliches Ungleichgewicht, zwischen staatlichen Handlungen und Handlungen, welche private Personen vornehmen können. Im Ergebnis gibt es für den Staat bei der Strafverfolgung keine Strafbarkeit nach § 202d StGB. Beweisverwertungsverbote im Strafprozess dürften grundsätzlich ausgeschlossen sein.
Ein weiterer Kritikpunkt ist, dass erhebliche Strafbarkeitslücken insbesondere im Bereich von sozialen Netzwerken entstehen. Zu denken ist an den Skandal um Facebook, welches erhebliche Mengen an Daten seiner Nutzer an Dritte weitergegeben hat. Denn es wird notwendig, eine rechtswidrige Tat als Tatbestandsmerkmal verlangt. Wenn also eine Einwilligung vorliegt, scheidet ein Strafbarkeit immer aus. Bei sozialen Netzwerken weiß der Nutzer bei Abgabe der Einwilligung nicht, was er mit seinen Daten von sich preisgibt, noch was mit ihnen geschieht. Die Einwilligung wird meist weder gelesen, noch ist sie wegen ihrer riesigen Fülle in angemessener Zeit zu verstehen.